# Aruba en los Juegos Olímpicos de Río de Janeiro 2016
Aruba confirmó su participación en los Juegos Olímpicos de 2016 en Río de Janeiro, Brasil, del 5 al 21 de agosto de 2016. Se trata de la octava aparición olímpica consecutiva de la nación, así como su delegación más numerosa desde los Juegos Olímpicos de Verano de 1988.

## Deportes

### Judo
Un judoca, Jayme Mata, se clasificó para la categoría masculina de peso ligero en los Juegos. Ganó su clasificación cuota continental de la región Panamericana en Londres 2012.

### Natación
Aruba recibió una invitación por parte de la Federación Internacional de Natación para enviar nadadores universitarios a los juegos.
| Atleta           | Evento                       | Eliminatoria | Eliminatoria | Semifinal | Semifinal | Final  | Final |
| Atleta           | Evento                       | Tiempo       | Rango        | Tiempo    | Rango     | Tiempo | Rango |
| ---------------- | ---------------------------- | ------------ | ------------ | --------- | --------- | ------ | ----- |
| Mikel Schreuders | Estilo libre masculino 200 m |              |              |           |           |        |       |
| Allyson Ponson   | Estilo libre femenino 50 m   |              |              |           |           |        |       |

### Taekwondo
Aruba envía por primera vez a la competición olímpica una taekwondista. Mónica Pimentel aseguró un lugar en la categoría de peso mosca de las mujeres (49 kg) en virtud de sus posiciones en el Torneo de Clasificación Panamericana de 2016 en Aguascalientes, México.

### Vela
Navegantes de Aruba clasificaron en dos categorías a través de campeonatos del mundo y los Juegos Panamericanos de 2015, lo que significó el regreso de la nación para este deporte después de un paréntesis de 24 años. Participan Philipine van Aanholt en Láser Radial y Nicole van der Velden y Thijs Visser en Nacra 17.